# Duncan L. Hunter
Duncan Lee Hunter, född 31 maj 1948 i Riverside i Kalifornien, är en amerikansk republikansk politiker. Han var ledamot av USA:s representanthus 1981–2009.
Hunter studerade vid University of Montana och University of California utan att utexamineras. Han avlade sedan kandidatexamen vid Western State University.
I Vietnamkriget tjänstgjorde han i USA:s armé 1969–1971. År 1976 avlade han  juristexamen vid Western State University College of Law och arbetade sedan som advokat.
I kongressvalet 1980 besegrade Hunter sittande kongressledamoten Lionel Van Deerlin. Den kristna högern mobiliserade sig bakom Hunter som var för kristna skolor, emot rätten till abort och för utökade militärutgifter.
I presidentvalet 2008 deltog Hunter i republikanernas primärval. Hans huvudsakliga kampanjfråga var motståndet mot illegal invandring. Efter en svag prestation i nomineringsmöten i Nevada avbröt han sin kampanj i januari 2008.